# 로운
로운(본명: 김석우, 본명 한자: 金錫佑, 1996년 8월 7일~)은 대한민국의 배우로, 과거 보이 그룹 SF9에서 리드보컬과 센터를 맡았었다.

## 학력
- 서울대현초등학교 (졸업)
- 휘문중학교 (졸업)
- 경기고등학교 (졸업)
- 경희사이버대학교 문화예술경영학과 (재학)

## 음반 목록

### 피처링
- "Lily" (2017, AOA)

### OST
- 〈안녕〉 (2021, 연모 OST Part 7)

## 연기 활동

### 영화
| 연도 | 제목            | 역할   | 비고            |
| ---- | --------------- | ------ | --------------- |
| 2020 | 트롤: 월드 투어 | 브랜치 | 애니메이션 더빙 |

### 텔레비전 드라마
| 연도 | 방송사              | 제목                           | 역할          | 비고         |
| ---- | ------------------- | ------------------------------ | ------------- | ------------ |
| 2016 | MBC every1 네이버TV | 클릭 유어 하트                 | 김로운        | 웹드라마     |
| 2017 | KBS2                | 학교 2017                      | 이슈/강현일   |              |
| 2018 | tvN                 | 모두의 연애                    | 김로운        | 특별출연     |
| 2018 | tvN                 | 멈추고 싶은 순간 : 어바웃 타임 | 최위진        |              |
| 2018 | SBS                 | 여우각시별                     | 고은섭        |              |
| 2019 | MBC                 | 어쩌다 발견한 하루             | 하루          | 첫 주연작    |
| 2020 | MBC                 | 그 남자의 기억법               | 주여민        | 특별출연     |
| 2021 | JTBC                | 선배 그 립스틱 바르지 마요     | 채현승        |              |
| 2021 | KBS2                | 연모                           | 정지운        |              |
| 2022 | MBC                 | 내일                           | 최준웅        |              |
| 2023 | JTBC                | 이 연애는 불가항력             | 장신유 / 무진 |              |
| 2023 | 넷플릭스            | 너의 시간 속으로               | 태하          | 특별출연     |
| 2023 | KBS2                | 혼례대첩                       | 심정우        |              |
| 2025 | SBS                 | 사계의 봄                      | 로운          | 9회 특별출연 |
| 2025 | 디즈니 +            | 탁류                           |               |              |

## 연기 외 활동

### 텔레비전 프로그램
- 2016년 On Style 《립스틱 프린스》
- 2017년 On Style 《립스틱 프린스 시즌2》
- 2018년 tvN 《선다방》
- 2018년 MBC 《미스터리 음악쇼 복면가왕》 - 게스트(참가명 : 어디서 눈을 동그랗게 떠?! 올빼미!)
- 2019년 tvN 《놀라운 토요일 - 도레미마켓》 - 게스트(with 찬희)
- 2020년 JTBC 《아는 형님》 - 게스트(with 찬희)
- 2020년 KBS2 《해피투게더》 - 게스트
- 2020년 MBC 《오! 나의 파트, 너》
- 2020년 tvN 《놀라운 토요일 - 도레미마켓》 - 게스트(with 인성)
- 2020년 KBS2 《옥탑방의 문제아들》 - 게스트
- 2020년 SBS 《런닝맨》 - 게스트
- 2020년 MBC 《선을 넘는 녀석들 - 리턴즈》 - 게스트
- 2022년 tvN 《바퀴 달린 집 4》 - 고정 출연

### 뮤직비디오
- 2019년 앤씨아 <밤바람>

### 광고
| 연도      | 기업명            | 브랜드                                               | 종류           | 동반출연               |
| --------- | ----------------- | ---------------------------------------------------- | -------------- | ---------------------- |
| 2020      | 베케이코리아      | 클라뷰                                               | 화장품         |                        |
| 2020      | 롯데제과          | 칙촉                                                 | 과자           |                        |
| 2020      | 공차코리아        | 공차                                                 | 밀크티, 홍차   |                        |
| 2020      | 영원아웃도어      | 노스페이스 화이트라벨 FW                             | 스포츠웨어     |                        |
| 2021      | 하이트진로        | 하이트제로                                           | 맥주맛음료     |                        |
| 2021      | 플레이리스트 (주) | 니어리스트 벗 로스트 보관됨 2021-05-12 - 웨이백 머신 | 향수           |                        |
| 2021      | (주)명성          | 쿨린                                                 | 가전제품       |                        |
| 2021      | 삼성물산          | ssf샵                                                | 온라인패션몰   | 아이린, 김서형, 이도현 |
| 2021      | (주)심플리오      | 심플리오                                             | 샴푸           |                        |
| 2021~2023 | 영원아웃도어      | 노스페이스                                           | 아웃도어       | 신민아                 |
| 2021~2022 | ELCA코리아        | 에스티로더                                           | 화장품         |                        |
| 2022      | 리빙파워(주)      | 클린업뷰티                                           | 화장품         |                        |
| 2022~현재 | 신성통상          | 앤드지                                               | 남성복         |                        |
| 2022      | MP그룹            | 미스터피자                                           | 피자프랜차이즈 |                        |
| 2023      | KT                | KT                                                   | 이동통신사     |                        |

## 수상 및 후보
| 연도 | 시상식                            | 부문                                 | 작품               | 결과 | 출처  |
| ---- | --------------------------------- | ------------------------------------ | ------------------ | ---- | ----- |
| 2018 | SBS 연기대상                      | 남자 신인연기상                      | 여우각시별         | 후보 |       |
| 2019 | 제14회 숨피 어워즈                | 최고의 아이돌 배우상                 | 여우각시별         | 후보 |       |
| 2019 | 제32회 그리메상                   | 신인 연기자상                        | 어쩌다 발견한 하루 | 수상 |       |
| 2019 | 제18회 대한민국 퍼스트브랜드 대상 | 남자연기돌                           | 빈칸               | 수상 | [ 2 ] |
| 2019 | MBC 연기대상                      | 최고의 1분 커플(with 김혜윤, 이재욱) | 어쩌다 발견한 하루 | 후보 |       |
| 2019 | MBC 연기대상                      | 남자 신인상                          | 어쩌다 발견한 하루 | 수상 | [ 3 ] |
| 2021 | 제7회 아시아태평양 스타 어워즈    | KT Seezn 스타상                      | 어쩌다 발견한 하루 | 후보 |       |
| 2021 | KBS 연기대상                      | 남자 신인상                          | 연모               | 수상 |       |
| 2021 | KBS 연기대상                      | 인기상                               | 연모               | 수상 |       |
| 2021 | KBS 연기대상                      | 베스트 커플상 (with 박은빈)          | 연모               | 수상 |       |
| 2023 | KBS 연기대상                      | 남자 인기상                          | 혼례대첩           | 수상 |       |
| 2023 | KBS 연기대상                      | 베스트 커플상 (with 조이현)          | 혼례대첩           | 수상 |       |
| 2023 | KBS 연기대상                      | 남자 최우수상                        | 혼례대첩           | 수상 |       |
| 2024 | 대한민국 퍼스트브랜드 대상        | 남자배우 부문 라이징스타상           | 혼례대첩           | 수상 |       |